# Swetoslaw Gozew

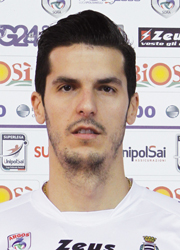
Swetoslaw Gozew (2016)

Swetoslaw Gozew (bulgarisch Светослав Гоцев; * 31. August 1990 in Bresnik) ist ein bulgarischer Volleyballspieler.

## Karriere
Gozew spielte in der Saison 2011/12 bei Pirin Balkanstroy in Raslog. 2012 wechselte er zum italienischen Erstligisten Marmi Lanza Verona. Mit der bulgarischen Nationalmannschaft nahm der Mittelblocker mehrmals an der Volleyball-Weltliga teil. 2013 wurde er vom deutschen Bundesligisten VfB Friedrichshafen verpflichtet.